# Сан-Бенту (Параиба)
Сан-Бенту (порт. São Bento) — муниципалитет в Бразилии, входит в штат Параиба. Составная часть мезорегиона Сертан штата Параиба. Входит в экономико-статистический микрорегион Католе-ду-Роша. Население составляет 29 659 человек на 2006 год. Занимает площадь 248,198 км². Плотность населения — 119,5 чел./км².

## Статистика
- Валовой внутренний продукт на 2003 год составляет 76 556 761,00 реалов (данные: Бразильский институт географии и статистики).
- Валовой внутренний продукт на душу населения на 2003 год составляет 2725,99 реалов (данные: Бразильский институт географии и статистики).
- Индекс развития человеческого потенциала на 2000 год составляет 0,638 (данные: Программа развития ООН).